# Норд-Ост (мюзикл)
«Норд-О́ст» — мюзикл по роману Вениамина Каверина «Два капитана», поставлен в Москве авторами либретто и музыки мюзикла, продюсерами Алексеем Иващенко и Георгием Васильевым, существует с 2001 года. Первый российский мюзикл мирового класса с бюджетом около 4 миллионов долларов. После теракта на Дубровке 2002 года, состоявшегося во время показа мюзикла, был восстановлен на следующий год, однако вскоре проект был вновь закрыт. В 2004 году была создана гастрольная версия мюзикла, которая была показана в двух городах России, после чего театры расторгли договоры с создателями мюзикла в одностороннем порядке.
В настоящее время членами труппы создана и поддерживается концертная версия мюзикла на семь актёров.

## История спектакля
В 1998 году Георгий Васильев и Алексей Иващенко начали работу по созданию мюзикла «Норд-Ост». При создании этого масштабного шоу они воспользовались технологиями, которые с успехом применяются при постановке подобных представлений на Бродвее (США) и Вест-Энде (Великобритания). В частности, Васильев и Иващенко прошли стажировку в компании Кэмерона Макинтоша, которому современная культура обязана постановками таких хитов музыкального театра, как Les Miserables, Cats, Phantom of The Opera (эти и многие другие мюзиклы с огромным успехом показываются в десятках стран мира, не сходя со сцены по 20 и более лет).
По всем прогнозам, подобная судьба ожидала и первый российский опыт постановки шоу такого уровня — мюзикл «Норд-Ост». Впервые в России специально под один-единственный спектакль был реконструирован целый театр (ДК ГПЗ-1, Москва, ул. Мельникова, 7). Масштабные декорации были вбетонированы в фундамент здания, что делало его театром одного спектакля. 

Западный принцип — «действо должно быть сверхзрелищным» был перенесён на российскую почву. Подвижные декорации, созданные художником Зиновием Марголиным, наравне с актёрами каждый вечер (впервые в истории российского театра спектакль шёл ежедневно, как шоу бродвейского уровня) удостаивались оваций: садящийся прямо на сцену самолёт-бомбардировщик и вскрывающийся ледяными торосами поворотный круг сцены, в центре которой возникал нос шхуны, нашедшей свой последний причал в арктических льдах. 

Всё это, а также профессионализм исполнителей (актёр Юрий Мазихин стал обладателем одной из самых престижных национальных театральных премий «Золотая Маска» за исполнение роли Николая Антоновича в мюзикле) и, безусловно, первоисточник — роман Вениамина Каверина «Два капитана», любимый многими поколениями россиян, играло на успех спектакля.
Премьера состоялась 19 октября 2001 года. Однако в радужные планы прокатчиков (предполагалось, что спектакль будет идти в Москве не менее трёх лет) вмешался форс-мажор. Через год ежедневного проката «Норд-Оста» спектакль и около тысячи его зрителей стали заложниками банды чеченских экстремистов — см. Террористический акт на Дубровке. Эта трагедия стала связана с названием спектакля, а последующее восстановление спектакля на прежнем месте — в театральном центре на Дубровке — оказалось провальным. 10 мая 2003 года состоялся последний показ стационарной версии мюзикла.
Более успешной оказалась созданная через год гастрольная версия спектакля. Из-за сокращения детского состава гастрольной труппы подверглись заметной переработке номера «Блошиный рынок» и «Школа». Были созданы новые мобильные декорации Зиновия Марголина (включая знаменитый бомбардировщик, декорации занимали восемь 40-футовых фур), сам спектакль смогли увидеть жители Нижнего Новгорода и Тюмени. После скандала, связанного с непредоставлением «Норд-Осту» площадки в Санкт-Петербурге (где изначально должна была состояться премьера передвижной версии мюзикла), с продюсерами мюзикла расторгли контракты главные спонсоры. Без спонсорской же поддержки прокат такого мощного шоу оказался невозможен.

Обложка диска «Весь Норд-Ост»

В 2005 была издана полная аудиоверсия гастрольной постановки спектакля.
Даже после прекращения показов мюзикл продолжает принимать участие в фестивалях и форумах (Международный симпозиум музыкального театра под эгидой Международного института театра ЮНЕСКО, Мюнхен, декабрь 2004; первый российский фестиваль мюзиклов «Музыкальное сердце театра», Москва, февраль 2006) и получать театральные премии — в начале 2006 года авторы «Норд-Оста» Георгий Васильев и Алексей Иващенко были удостоены театральной премии имени Ролана Быкова «Звезда пленительного счастья».
С 2004 года и по настоящий момент авторы ищут возможность возродить мюзикл на российской сцене и не теряют веру в «светлое будущее» своего творения.
В июле 2012 избранные арии из мюзикла были исполнены артистами первого состава на фестивале «Платформа» на Мастрюковских озёрах в Самарской области.

## Сюжет

### Пролог
1913 год.

Звучит голос Ивана Львовича Татаринова, капитана шхуны «Святая Мария». Это его прощальное письмо жене, в котором он говорит, что вся команда шлёт проклятия Николаю, виновнику погибающей полярной экспедиции.

### Действие первое
Архангельск, 1916 г.

Немой мальчик Саня Григорьев становится свидетелем убийства почтальона. В преступлении несправедливо обвиняют Саниного отца, а Саня не может рассказать людям правды. Он ещё не знает, что видит своего отца в последний раз. У мальчика остаётся сумка с письмами, которые не успел разнести почтальон. Мария Васильевна Татаринова, не дождавшись возвращения своего мужа из экспедиции и не имея никаких вестей от него, покидает Архангельск вместе со своей матерью Ниной Капитоновной и маленькой дочерью Катей. Брат капитана Николай Антонович увозит их в Москву. Мария Васильевна прощается с Иваном Павловичем Кораблёвым, преданным другом семьи Татариновых. На опустевшей пристани Кораблёв встречает заплаканного Саню. Проникаясь состраданием к мальчику, он учит Саню, как волей и терпением преодолеть немоту.
Москва, 1920—1921 гг.

В стране разруха и хаос гражданской войны. Скитаясь по разным городам, осиротевший Саня не расстаётся со своей реликвией — сумкой архангельского почтальона. Благодаря своему невероятному упорству он, следуя советам Кораблёва, обретает дар речи. Счастливый случай сводит Саню и Кораблёва в Москве. Кораблёв, который теперь работает учителем, уговаривает директора школы-коммуны Николая Антоновича Татаринова зачислить в неё сироту-беспризорника. У Сани появляются новые товарищи: Валька Жуков и Ромашов. Однажды он знакомится и с племянницей директора — Катей Татариновой, смелой и решительной девочкой. Она заступается за Саню, по вине которого разбился лактометр Татариновых. Кораблёв просит руки Марии Васильевны, но получает отказ — вдова капитана всё ещё не может смириться с потерей любимого мужа. Николай Антонович, который сам неравнодушен к Марии Васильевне, провоцирует ссору и выгоняет из своего дома Кораблёва, а заодно и присутствующего при этом Саню. Саня и Николай Антонович становятся врагами.
Москва, 1928 г.

Повзрослевшие Катя и Саня влюблены друг в друга. В канун Нового года Катя зовёт друзей к себе в гости. Из её рассказа об отце Саня внезапно понимает, что в его почтальонской сумке хранится прощальное письмо капитана Татаринова. Желая выслужиться перед Николаем Антоновичем, Ромашов по его просьбе успевает выкрасть часть письма. Однако Саня помнит текст наизусть. Он воспроизводит по памяти пропавшую страницу, где капитан обвиняет в гибели экспедиции своего брата Николая. Для Марии Васильевны это — страшный удар, ведь совсем недавно, поддавшись многолетней осаде Николая Антоновича, она стала его женой. Невыносимая мысль о том, что она предала свою любовь, приводит Марию Васильевну к самоубийству. Николай Антонович обвиняет Саню в гибели Марии Васильевны. Саня ищет понимания у Кати, но и она отворачивается от него. Он в отчаянии: в детстве Саня потерял отца, потому что не умел говорить, а теперь высказанная правда погубила Катину мать. И всё же, после тяжёлой внутренней борьбы, Саня решает не сдаваться. Он клянётся найти следы погибшей экспедиции.

### Действие второе
Москва, 1938 г.

Саня Григорьев стал пилотом. Он мечтает совершить арктический перелёт по маршруту пропавшей экспедиции капитана Татаринова. Заручившись поддержкой знаменитого лётчика Валерия Чкалова, Саня приезжает в Москву, чтобы добиться разрешения в Главном управлении Северного морского пути. Старый друг Валька Жуков настаивает на том, чтобы Саня встретился с Катей, которую тот по-прежнему любит, но не видел уже девять лет. Санин телефонный звонок застаёт Катю в момент решительного объяснения с Ромашовым, который в очередной раз делает ей предложение. Катя, не сказав ни слова, убегает из квартиры. Шантажируя Николая Антоновича злополучной страницей письма, Ромашов требует от него, чтобы тот помог ему нейтрализовать внезапно появившегося соперника. Саня и Катя бродят вдвоём по вечернему городу, но горькие воспоминания мешают им найти нужные слова. К тому же из-за интриг Ромашова и Николая Антоновича Главсевморпуть отказывает пилоту Григорьеву в организации поискового рейда в Арктике. Расстроенный Саня вынужден покинуть Москву ни с чем. Однако в последнюю минуту на вокзале появляется Катя. Долгожданное объяснение в любви всё-таки происходит. Катя сообщает Сане, что решила уехать в Ленинград.
Ленинград, 1942 г.

Война снова разлучает Катю и Саню. Катя с бабушкой остаётся в блокадном Ленинграде. Ромашов находит её, полуживую, и рассказывает, как он встретил тяжелораненого Саню в санитарном эшелоне, как поезд был расстрелян немецкими танками, как он пытался спасти Саню, но не смог. Катя выгоняет Ромашова, обвиняя его в предательстве.
Ромашов действительно солгал: он умышленно бросил Саню в лесу в уверенности, что тот не выживет. В истерике Ромашов вновь переживает все обстоятельства их встречи и признаёт своё поражение. К Кате возвращается надежда. Она чувствует, что Саня жив, и верит, что её любовь спасёт его. Но сама она остаётся в одиночестве: умирает её бабушка. Катины силы тоже на исходе.
Москва, 1942 г.

Вопреки всему Сане удается выжить. В поисках Кати он попадает в квартиру Татариновых. Дверь открывает Ромашов. Прежний хозяин этого дома, Николай Антонович, разбит параличом и не может говорить. Здесь Саню ждет страшное известие: Ромашов сообщает, что Катя погибла в Ленинграде.
Крайний Север, 1943 г.

Капитан Григорьев отчаянно сражается в полярной авиации. После победного воздушного боя его самолёт совершает вынужденную посадку в стойбище ненцев. Среди предметов, принесённых ими для починки самолёта, Саня обнаруживает багор со шхуны «Св. Мария». Он не верит своим глазам. Выясняется, что старейшины видели капитана Татаринова перед его смертью и даже сберегли судовой журнал. Заветная Санина мечта сбылась, но это не радует его теперь, когда Кати больше нет. Но Катя жива! Несмотря ни на что, она находит своего любимого в заполярном военном городке, на самом краю земли. Они снова вместе. Они счастливы. Катя открывает судовой журнал, и память о прошлом обволакивает её и Саню фантастическим видением.

## Отличия от романа
- В мюзикле детство Сани перенесено из Энска (Псков[5]) в Архангельск.
- В мюзикле сбежавший арестант убивает почтальона, и Саня Григорьев подбирает сумку с письмами, из-за чего они не доходят до адресатов. В романе почтальон тонет, сумка попадает в воду, от чего адреса на конвертах невозможно прочесть и письма не попадают к адресатам.
- В мюзикле отсутствуют линия Пети Сковородникова и Саниной сестры Саши.
- В мюзикле Саню от немоты излечивает Кораблёв, в романе — доктор Иван Иванович.
- В мюзикле Нина Капитоновна умирает во время блокады, в романе она уезжает в эвакуацию с маленьким сыном Саши и Пети.
- В мюзикле Ромашов и Саня были друзьями в детстве, в романе между ними с самого начала возникла неприязнь.
- В мюзикле не происходит ареста Ромашова.
- В мюзикле не происходит публичного разоблачения Николая Антоновича — он в результате инсульта теряет речь.

## Список номеров спектакля в стационарной версии
| Первое действие 1. Увертюра 2. Гибель почтальона 3. Пристань 4. Прощание с Архангельском 5. Арест отца 6. Урок речи 7. Мгла 8. Блошиный рынок 9. Случайная встреча 10. Школа 11. Танго любви 12. Лактометр 13. Ссора 14. Капитаны собственной судьбы 15. Новый год 16. В гостях у Кати 17. Озарение 18. Драка в спальне 19. Письмо капитана 20. Самоубийство 21. Поминки 22. Ария Сани | Второе действие 1. Крыло мое 2. Чкалов 3. Коммуналка 4. Сватовство Ромашова 5. Шантаж 6. Влюбленные 7. Встревоженное сердце 8. Секретарши 9. В приемной 10. Раненый волк 11. Вокзал 12. Это — любовь! 13. Блокада 14. Ария Ромашова 15. Ария Кати 16. Крах 17. Ненцы 18. Самолёт 19. Последняя глава 20. Военная база 21. Снова вместе 22. Там, где кончается земля 23. Поклоны |

## Премьерный актёрский состав
- Катя Татаринова — Екатерина Гусева
- Саня Григорьев — Андрей Богданов
- Ромашов — Олег Кузнецов, Константин Кабанов
- Марья Васильевна — Ирина Линдт, Оксана Костецкая
- Николай Антонович Татаринов — Юрий Мазихин
- Иван Павлович Кораблёв — Пётр Маркин
- Нина Капитоновна — Елена Казаринова
- Валька Жуков — Алексей Россошанский
- Кира — Юлия Свиридова

## Актёрский состав гастрольной версии
- Катя Татаринова — Светлана Вильгельм
- Саня Григорьев — Андрей Богданов
- Ромашов — Иван Ожогин
- Марья Васильевна — Оксана Костецкая
- Николай Антонович Татаринов — Сергей Кудрявцев
- Иван Павлович Кораблёв — Пётр Маркин
- Нина Капитоновна — Наталья Бродникова
- Валька Жуков — Олег Голуб
- Кира — Татьяна Колосова

## Актёрский состав концертной версии[6][7]
- Голос, читающий письмо капитана Татаринова — Алексей Иващенко / Алексей Россошанский
- Катя Татаринова — Виктория Соловьёва
- Саня Григорьев — Антон Арцев, Лидия Чебоксарова (Саня в детстве)
- Ромашов — Алексей Бобров / Олег Кузнецов, Виктория Соловьёва (Ромашов в детстве)
- Марья Васильевна — Ирина Линдт
- Николай Антонович Татаринов — Юрий Мазихин
- Иван Павлович Кораблёв — Пётр Маркин
- Нина Капитоновна — Виктория Соловьёва
- Валька Жуков — Алексей Россошанский, Ирина Линдт (Валька в детстве)
- Кира — Лидия Чебоксарова

Концертмейстер — Анастасия Зимина

Музыкальный руководитель — Татьяна Солнышкина

## Альтернативные постановки
- Любительский музыкальный театр Кремниевой Долины под руководством Ирины Садовниковой (г. Саннивейл) — 2009, 2016 годы[8][9].
- Новосибирская труппа любителей «Норд-Оста», с 2018 года по настоящее время[10]. Труппа ставит концертную версию, при этом использует собственную аранжировку музыки в переложении для двух гитар (создав таким образом «бардовский» вариант мюзикла). В своих выступлениях труппа с разрешения авторов мюзикла и актёров московской концертной версии использует макет афиши, близкий к макету афиш концертной труппы «Норд-Оста».
- Детский музыкальный театр юного актёра, занимавшийся подготовкой детской труппы мюзикла[11], по настоящее время имеет в своём концертном репертуаре сцену «Блошиный рынок»[12].
- Учебный театр ГИТИС в июле 2024 года представил спектакль "Курс Норд-Ост" на основе мюзикла. В спектакле заняты студенты мастерской Дмитрия Белова (факультет музыкального театра), режиссёром выступил руководитель курса[13].

## Видеоверсия спектакля
16 октября 2011 года во время празднования предстоящего десятилетнего юбилея со дня первого показа спектакля состоялась премьера видеоверсии гастрольной версии мюзикла на DVD.
В 2014 был сделан монтаж видеоверсии оригинальной (стационарной, классической) постановки мюзикла, в основе которой лежат большей частью видеозаписи 400-го спектакля, а также 399-го и 401-го, сыгранных в мае 2003 года. Запись транслировалась 13—14 и 20—21 апреля 2014 в рамках онлайн-кинофестиваля «Дубль дв@», проводимого на сайте «Российской газеты». В дальнейшем проводились некоммерческие видеопоказы, а в 2019 году, ко «дню рождения» мюзикла (18-летию со дня премьеры) видеоверсия стационарной версии опубликована на YouTube-канале мюзикла. В настоящий момент (с 2023 г.) компания Theatre HD проводит прокат видеоверсии мюзикла на больших экранах России и ближнего зарубежья. Премьера обновлённой видеоверсии, пригодной для демонстрации на большом экране, состоялась 16 июня 2023 года в кинотеатре «Каро-Октябрь»

## Критика
Давид Тухманов, видевший почти все мюзиклы, показывавшиеся в России, оценивал их с музыкальной точки зрения невысоко, а «Норд-Ост» — как один из самых слабых:
Как музыкант я вижу, что музыкальная основа этих спектаклей значительно слабее, чем постановочная. В режиссуре задействованы очень активные творческие силы, и действо создаётся весьма изобретательное и зрелищное. Однако не случайно мюзиклов появляется много, но редко какой становится хитом. <…> Не спорю, это нормальная, хорошая музыка, только вот без особой яркости. А в отечественных мюзиклах — «Норд-Ост» и «12 стульев» — музыка и вовсе носит прикладной характер и самостоятельного значения не имеет.
Критик Валерий Кичин оценил мюзикл очень высоко:
Это также день рождения новых композиторов большой сценической формы — Иващенко и Васильева. Ни в чём не подражая Уэбберу, они взяли за основу традиции Дунаевского и Милютина, а также русской бардовской песни, русского романса. Это день рождения театральных режиссёров, уверенно владеющих и сценическим пространством и условностью жанра, до сих пор нам не поддававшегося — Иващенко и Васильева. Так вообще-то не бывает, но так случилось. Спектакль вышел сюжетно напряжённым, в нём сильные и яркие характеры, в нём музыкальные диалоги, за которыми следишь, как за детективом. В нём есть несколько абсолютных шедевров — детские сцены, коммунальная квартира, остроумно придуманный октет (!) четырёх (!) героев, квинтет машинисток «Широка страна моя родная». В нём смелая сценография Зиновия Марголина и оригинальные танцы Елены Богданович. В нём есть отличные актёрские работы.
Филолог Марк Липовецкий поставил «Норд-Ост» в ряд романов, фильмов, телесериалов, в которых обозначен эстетический сдвиг в сторону соцреализма, начавшийся во второй половине 1990-х годов «под лозунгом „старые песни о главном“».